# Aire d'attraction d'Argenton-sur-Creuse
L'aire d'attraction d'Argenton-sur-Creuse est un zonage d'étude défini par l'Insee pour caractériser l’influence de la commune d'Argenton-sur-Creuse sur les communes environnantes. Publiée en octobre 2020, elle se substitue à l'aire urbaine d'Argenton-sur-Creuse, qui comportait 3 communes dans le dernier zonage qui remontait à 2010.

## Définition
L'aire d'attraction d'une ville est composée d’un pôle, défini à partir de critères de population et d’emploi ainsi que d’une couronne constituée des communes dont au moins 15 % des actifs travaillent dans le pôle. Le pôle d’attraction constitue ainsi un point de convergence des déplacements domicile-travail,.

## Type et composition
L’aire d'attraction d'Argenton-sur-Creuse est une aire intra-départementale qui comporte 7 communes dans l'Indre. 
Elle est catégorisée dans les aires de moins de 50 000 habitants, une catégorie qui regroupe 12,2 % au niveau national.

### Carte

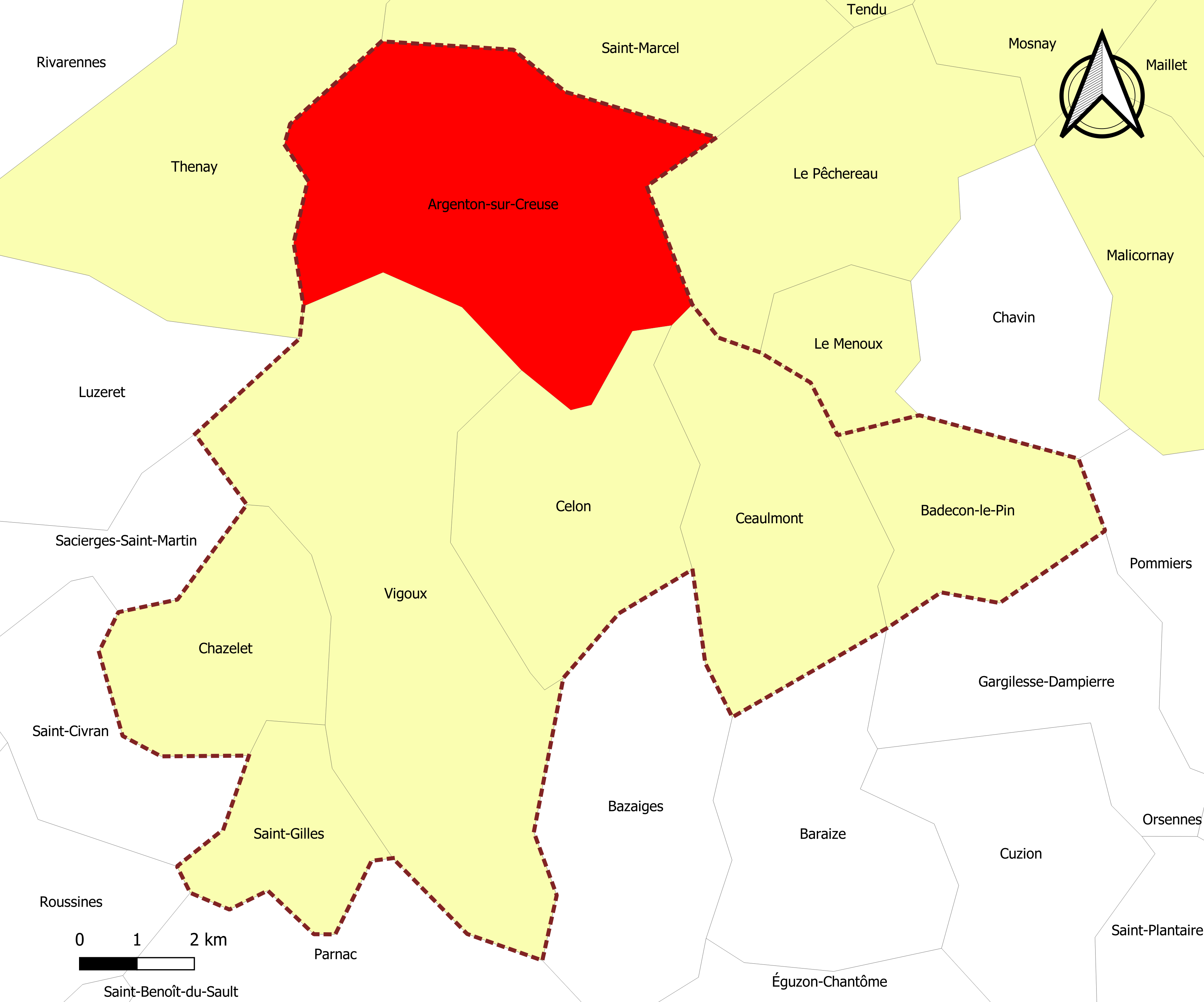
Carte de l'aire d'attraction d'Argenton-sur-Creuse.
Commune-centre
Commune de la couronne

### Composition communale
| Nom                                  | Code Insee | Département | Statut                 | Superficie (km2) | Population (dernière pop. légale) | Densité (hab./km2) | Modifier                                    |
| ------------------------------------ | ---------- | ----------- | ---------------------- | ---------------- | --------------------------------- | ------------------ | ------------------------------------------- |
| Argenton-sur-Creuse (commune-centre) | 36006      | Indre       | commune-centre         | 29,34            | 4 817 (2022)                      | 164                | modifier les données · modifier les données |
| Ceaulmont                            | 36032      | Indre       | commune de la couronne | 17,38            | 673 (2022)                        | 39                 | modifier les données · modifier les données |
| Celon                                | 36033      | Indre       | commune de la couronne | 17,04            | 383 (2022)                        | 22                 | modifier les données · modifier les données |
| Chazelet                             | 36049      | Indre       | commune de la couronne | 11,73            | 124 (2022)                        | 11                 | modifier les données · modifier les données |
| Badecon-le-Pin                       | 36158      | Indre       | commune de la couronne | 9,88             | 761 (2022)                        | 77                 | modifier les données · modifier les données |
| Saint-Gilles                         | 36196      | Indre       | commune de la couronne | 7,68             | 92 (2022)                         | 12                 | modifier les données · modifier les données |
| Vigoux                               | 36239      | Indre       | commune de la couronne | 37,51            | 469 (2022)                        | 13                 | modifier les données · modifier les données |